# Janina (Święty Krzyż)
Janina is een plaats in het Poolse district  Buski, woiwodschap Święty Krzyż. De plaats maakt deel uit van de gemeente Busko-Zdrój en telt 450 inwoners.